# Tipperary (hrabstwo)
Tipperary (irl. Contae Thiobraid Árann) – hrabstwo w Irlandii, wchodzące w skład prowincji Munster. 
W latach 1898–2014 podzielone było na dwa hrabstwa: North Tipperary i South Tipperary, jakkolwiek tradycyjnie nadal rozpatrywano je jako jedność w kontekście kulturowym i sportowym, a także dla potrzeb An Post – poczty irlandzkiej.
Tipperary jest znane z hodowli koni, żyznej ziemi i drużyn hurlingowych.
Nazwa hrabstwa została upamiętniona w popularnej piosence z okresu pierwszej wojny światowej pt. It’s a Long Way to Tipperary.

## Miasta i wioski
- Cahir – An Chathair
- Carrick-on-Suir – Carraig na Siúire
- Cashel – Caiseal
- Clonmel – Cluain Meala
- Fethard – Fiodh Ard
- Kilkieran – Cill Chiaráin
- Nenagh – An tAonach
- Roscrea – Ros Cré
- Templemore – An Teampall Mór
- Thurles – Durlas
- Tipperary – Tiobraid Árann

## Ciekawe miejsca
- Athassel Priory
- Zamek w Cahir
- Glen of Aherlow
- Holy Cross Abbey
- Lough Derg
- Zamek Ormond
- Rock of Cashel
- Dromineer